# اوتو یوهانسن
اوتو یوهانسن (نروژی: Otto Johannessen; ۲۵ ژوئیهٔ ۱۸۹۴ – ۶ دسامبر ۱۹۶۲) ژیمناست هنری اهل نروژ بود.